# Witkopnon
De witkopnon (Lonchura maja) is een klein vogeltje uit de familie van de prachtvinken (Estrildidae).

## Kenmerken
De kop en de hals zijn wit, de rest van het lichaam is chocoladebruin, de flanken zijn nog iets donkerder. De geslachten zijn uiterlijk aan elkaar gelijk.
De totale lengte van kop tot puntje van de staart is 10-11 centimeter.

## Verspreiding
Deze soort is oorspronkelijk afkomstig uit Malakka, Sumatra, Java en Bali.

## Verzorging
Deze sterke en verdraagzame vogels zijn gemakkelijk te houden in een gemengde (buiten)volière. Ze gaan probleemloos om met andere vogels en soortgenoten. De nageltjes moeten één à twee keer per jaar voorzichtig geknipt worden. Deze vogeltjes badderen erg graag.
De verzorging is praktisch gelijk aan die van de driekleurnon en de zwartkopnon.

## Voeding
Het menu bestaat uit het normale zaadmengsel voor tropische vogels, trosgierst, rijst en onkruidzaden. Tijdens de kweek moet ook eivoer gegeven worden. Water, maagkiezel en grit moeten natuurlijk altijd ter beschikking staan.